# تاریخ خانی
تاریخ خانی، کتابی تاریخی به فارسی تألیف علی بن شمس الدین لاهیجی در سده دهم، مشتمل بر چهل سال تاریخ گیلان (از ۸۸۰ تا ۹۲۰ ه‍.ق‍).

از مؤلف کتاب اطلاعی در دست نیست جز آنکه کتاب خود را به فرمان سلطان خان احمدخان گیلانی (۹۱۱ـ۹۴۳ ه‍.ق‍) نوشته است. تاریخ خانی در باره تاریخ گیلان در زمان سلاطین کیایی گیلان، و ظاهراً دنباله کتاب تاریخ گیلان و دیلمستان، تألیف ظهیرالدین مرعشی است.
تاریخ خانی مشتمل است بر مقدمه و سه باب. باب اول در ۴۴ فصل درباره حوادث سالهای ۸۸۰ تا ۹۰۹ است، یعنی اواخر حکومت سلطان محمد (۸۵۱ ـ۸۸۳)، فوت او و جانشینی کارکیا میرزاعلی، جنگ منجیله دشت، فتح قلعه طارم و حوادث دیگر. باب دوم در شش فصل در باره سلطنت سلطان حسن (۹۱۰ـ۹۱۱) و عزل و قتل میرزاعلی و کشته شدن سلطان حسن است. باب سوم شرح سلطنت سلطان خان احمدخان گیلانی است.
تألیف تاریخ خانی در ۹۲۱ آغاز شده و در ۹۲۲ به پایان رسیده است. نثر کتاب پیچیده و مصنوع، و آمیخته با اشعار فارسی و عربی و آیات قرآن کریم است. لغات مغولی مانند «توشمال » و «ایلغار»، ترکیبات گیلکی مانند «عموپسر» و «زن پسر»، واژه‌های عامیانه مانند «اِجْدِها» (اژدها) در کتاب به کار رفته است که از دیگر خصوصیات نثر آن به شمار می آید.
تاریخ خانی یکی از منابع مهم تاریخ گیلان در این دوره است. تاریخ خانی را نخستین بار برنهارد دورن در ۱۸۵۷ از روی نسخه خطی نیکولا خانیکوف در پطرزبورگ منتشر کرد. چاپ دیگر کتاب از روی همان نسخه که در انستیتوی کتب آسیاییِ لنینگراد نگهداری می شود، با تصحیح و مقدمه و تعلیقات منوچهر ستوده در سال ۱۳۵۲ در تهران منتشر شده است.

## منبع
- دانشنامهٔ جهان اسلام